# Microcharacidium
Microcharacidium is een geslacht van straalvinnige vissen uit de familie van de grondzalmen (Crenuchidae).

## Soorten
- Microcharacidium eleotrioides (Géry, 1960)
- Microcharacidium geryi Zarske, 1997
- Microcharacidium gnomus Buckup, 1993
- Microcharacidium weitzmani Buckup, 1993